# Analytisch en synthetisch oordeel
De tegenstelling analytisch-synthetisch oordeel werd geïntroduceerd door Immanuel Kant om onderscheid te maken tussen twee verschillende proposities (uitspraken). Deze begrippen werden door latere filosofen anders geïnterpreteerd.
Een analytisch oordeel is in de filosofie (met name in de logica een bewering (propositie) over een zaak (het subject) waarbij dat wat erover wordt gezegd (het predicaat) al vervat ligt in het begrip van die zaak. Er is sprake van vanzelfsprekendheid: "alle broers zijn mannelijk" en "alle vrijgezellen zijn ongehuwd" zijn voorbeelden van dergelijke analytische oordelen.
Typisch aan een analytisch oordeel is dat het een a priori bewering is, en dus niet ontleend is aan ervaring of bewijs. Alle wiskundige stellingen zijn analytisch. Wiskundige stellingen zijn uitgangspunten waarvoor geen bewijs mogelijk is. Voorbeeld: een rechte lijn is de kortste verbinding tussen twee punten.
Bij een synthetisch oordeel wordt aan het subject een eigenschap (predicaat) toegekend zonder dat dit vanzelfsprekend is. Voorbeeld: "deze kat is zwart". Dit oordeel komt via waarneming tot stand terwijl bij een analytisch oordeel begrip van het subject de hoofdrol vervult. Analytische oordelen worden 'noodzakelijk' genoemd terwijl synthetische oordelen contingent zijn - ze kunnen waar of niet waar zijn. Een voorbeeld van contingentie in een synthetisch oordeel is "Alle T-Fords zijn zwart". Dit is uiteraard niet altijd het geval: het is afhankelijk van het geval en het toeval en kan dus betwist worden.
Een analytisch oordeel is onmiddellijk inzichtelijk. Een synthetisch oordeel heeft argumentatie nodig: de geldigheid van een synthetische uitspraak kan betwist worden. Tot vóór Immanuel Kant meenden filosofen dat synthetische oordelen a priori niet mogelijk waren, en dat ze dus steeds voortkwamen uit de ervaring (zie verder).

## Meer voorbeelden
Analytisch
(Predicaat begrip ligt besloten in het subject begrip.)
- "De som van de hoeken van een driehoek is 180 graden".
- "Katten zijn dieren": de soort 'kat' behoort tot het hogere genus 'dier'.
- "Alle lichamen zijn uitgebreid": uitgebreidheid is een eigenschap van lichamen, die immers steeds ruimte innemen.

Synthetisch
(Predicaat begrip zit niet besloten in het subject begrip.)
- "Deze kat is zwart": dit oordeel kan niet uit het begrip worden afgeleid, maar slechts door een (empirische) constatering.
- "Deze tomaat [subject] is rood [predicaat])": slechts waarneming van de tomaat kan uitmaken of het om een onrijpe groene of een rode tomaat gaat.
- "De mens is gedetermineerd": een synthetische uitspraak waarvan de geldigheid (in filosofie en psychologie bijvoorbeeld) niet sluitend kan worden bewezen.

## Oorsprong

### Kant
Het onderscheid tussen analytische en synthetische oordelen werd voor het eerst gemaakt door Immanuel Kant, die probeerde het Engelse empirisme van onder anderen Locke en Hume te verenigen met het Duitse rationalisme waarin hij was onderwezen. Het empirisme vooronderstelt dat de zintuiglijke ervaring de ultieme bron van alle kennis is (en alle kennis dus contingent is), terwijl het rationalisme vooronderstelt dat de ratio de bron van kennis is (en alle kennis dus noodzakelijk is).
Om deze kentheoretische kloof te overbruggen, werkte Kant in zijn Kritik der reinen Vernunft het onderscheid uit tussen a priori (of: rationeel) en a posteriori (of: empirisch) en tussen analytisch en synthetisch. De hoofdvraag van zijn werk is: "(Hoe) zijn synthetische oordelen a priori mogelijk?". Immers, de mogelijkheid van a posteriori synthetische oordelen is evident (het constateren van een stand van zaken in de waarneembare werkelijkheid voegt altijd kennis toe) evenals de mogelijkheid van a priori analytische oordelen (het rationeel afleiden van een predicaat van een subject dat al in de geest van het denkende individu aanwezig is).
De mogelijkheid van a priori synthetische oordelen bewijst Kant echter ook: de logische tafels en ruimte en tijd zijn zogenaamde transcendentalia, ofwel mogelijkheidsvoorwaarden voor de ervaring.
Met deze vaststelling ontstaat de beroemde "Copernicaanse wending" van Kant, ofwel het besef dat niet de ervaring alle kennis constitueert of een metafysische ideeënwereld, maar dat de menselijke geest de totaliteit van de ervaring structureert; het ding an sich is daarom onkenbaar.

### Frege
De filosoof Gottlob Frege stelde dat alle analytische oordelen uiteindelijk zijn te herleiden tot logische waarheden. Deze stelling wordt ook verdedigd (en uitgebreid tot wiskundige oordelen) in het logicistische programma van onder meer Bertrand Russell.